# Haliotis diversicolor
Espèce
Synonymes
- Haliotis aquatilis Reeve, 1846
- Haliotis gruneri Reeve, 1846
- Haliotis supertexta Reeve, 1846
- Haliotis tayloriana Reeve, 1846

Haliotis diversicolor est une espèce de mollusques de la famille des Haliotidae.

## Liste des sous-espèces
Selon World Register of Marine Species (27 mai 2011) :

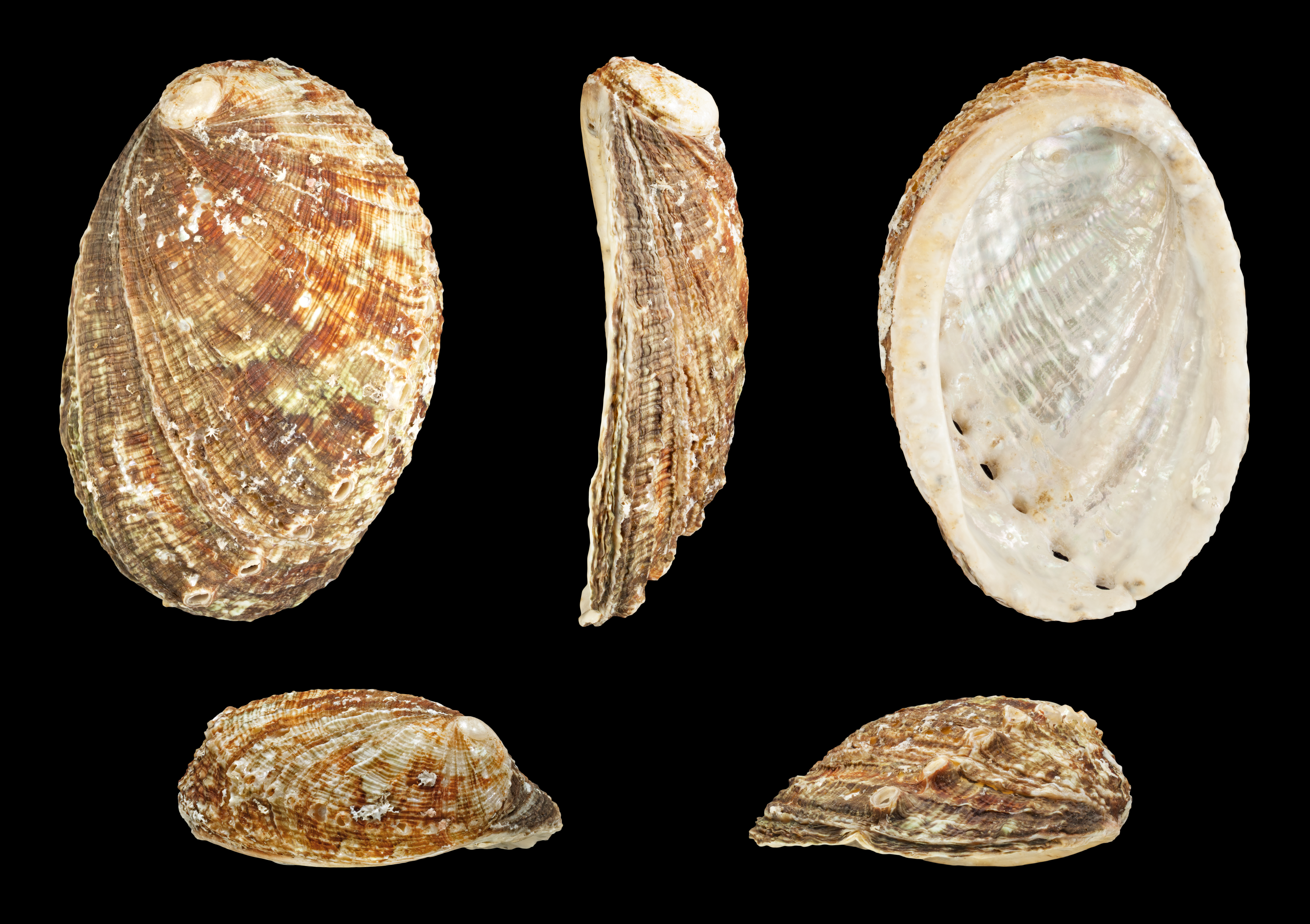
Haliotis diversicolor squamata

- sous-espèce Haliotis diversicolor diversicolor Reeve, 1846
- sous-espèce Haliotis diversicolor squamata Reeve, 1846